# Туруханський район
Туруханський район — адміністративна одиниця і муніципальне утворення в західній частині Красноярського краю. Адміністративний центр — село Туруханськ, за 1100 км від Красноярська.

## Географія
Площа району — 209 309,18 км².
Основні річки — притоки Єнісею: Підкам'яна Тунгуска, Єлогуй, Нижня Тунгуска, Турухан, Курейка.
Суміжні території:
- Північ: Таймирський район Красноярського краю
- Схід: Евенкійський район
- Південь: Єнісейський район
- Захід: Тюменська область

Корисні копалини
Родовища вугілля, графіту.
На північному заході району розробляється Ванкорське нафтогазове родовище, в одному блоці з ним розвідані невеликі родовища «Лодочне» і «Тагульське».

## Населення
Населення — 16 276 осіб.
Низька щільність населення — 0,087 осіб/км² викликає серйозні проблеми транспортної зв'язності району. В районі 28 населених пунктів, в середньому вони віддалені від райцентру на 400 км, 7 з них розташовані на притоках Єнісею.
урбанізація
У міських умовах (місто Ігарка) проживають 29,21 % населення району.
Національний склад
У Туруханському районі в 15 з 28 поселень проживають представники корінних народностей Крайньої Півночі — кети, селькупи та евенки (усього 1373 осіб або 11,08 % населення району). Евенки (188 осіб) проживають в абсолютно дискомфортній зоні в північній частині району. Кети (866 осіб з менш ніж 1000 всього зареєстрованих за переписом) і селькупи (369 осіб) проживають в екстремально дискомфортній зоні в центральній і південній частині району. Також на території району проживає незначна кількість ненців (кілька сімей).
Також проживає 5-6 сімей югів, всього їх там, а також у світі близько 19 осіб за переписом 2002 року.
Російське населення представляють в тому числі і старовіри, які пішли в тайгу від радянської влади в 1930-х роках. Найбільшим старообрядним скитом є Чулково, яке з 1990-х років привертає і російських старовірів з Бразилії .

## Муніципально-територіальний устрій
В муніципальний район входять:
1 муніципальне утворення зі статусом міського поселення
- місто Ігарка

6 муніципальних утворення зі статусом  сільського поселення
- селище Бор
- село Верхньоімбацьк
- село Ворогово
- село Зотино
- село Світлогорськ
- село Туруханськ

## Економіка
Найбільшим підприємством району є Курейська ГЕС потужністю 600 МВт і виробленням близько 2,5 млрд електроенергії. Планується будівництво Нижньо-Курейської ГЕС.
На 2009 рік ведеться розробка Ванкорського родовища, будівництво газо-і нафтопроводів.
На крайньому північному заході району, в етногосподарському ареалі совреченських евенків збереглося оленярство. Загальне поголів'я оленів на 1 січня 2002 року — 620 голів або 0,05 % загальноросійського поголів'я. У інших народностей — кетів і селькупів — оленярство до теперішнього часу втрачено. Почасти це пов'язано з появою відносно дешевого механічного транспорту, частково зі зміною системи промислового використання мисливських угідь після заміни промислу вивірки промислом соболя. Представники корінних народностей займаються переважно промислом соболя, риболовлею і збиранням.